# アフエ・アマディン・アルー
アフエ・アマディン・アルー（Affoué Amandine Allou、1980年8月29日 - ）は、コートジボワールのボトロ出身の女子陸上競技選手。100メートルと200メートルを専門にする短距離選手である。
2008年に開催された北京オリンピックにコートジボワール代表として男女含めて唯一の陸上競技選手として参加した。100m走に出場したものの1次予選で11.75秒のタイムを出したものの5位に終わり、2次予選には進むことができずに予選敗退した。

## 主な実績
| 年   | 大会               | 場所                          | 種目         | 結果 |
| ---- | ------------------ | ----------------------------- | ------------ | ---- |
| 2005 | アフリカ陸上選手権 | バンブーズ（ モーリシャス）   | 100m         | 4位  |
| 2006 | アフリカ陸上選手権 | バンブーズ（ モーリシャス）   | 200m         | 6位  |
| 2007 | アフリカ競技大会   | アルジェ（ アルジェリア）     | 100m         | 5位  |
| 2007 | アフリカ競技大会   | アルジェ（ アルジェリア）     | 200m         | 3位  |
| 2007 | アフリカ競技大会   | アルジェ（ アルジェリア）     | 4×400mリレー | 3位  |
| 2008 | アフリカ陸上選手権 | アディスアベバ（ エチオピア） | 4×400mリレー | 5位  |

## 自己ベスト
- 60メートル競走 - 7.34秒(2006年、屋内)
- 100メートル競走 - 11.27秒 (2007年)
- 200メートル競走 - 23.08秒 (2005年)
- 400メートルリレー走 - 43.89秒 (2001年) - 国内記録[4]